# Little Salkehatchie River
Der Little Salkehatchie River (früher auch (Little) Salt Ketcher, Saltketcher oder Little Salke Hatchie River genannt) ist ein Schwarzwasserflusssumpf im Bundesstaat South Carolina im Südosten der Vereinigten Staaten. Er ist etwa 40 Meilen (65 km) lang.
Er entspringt in Blackville im Barnwell County, durchfließt dann etwa parallel zum Big Salkehatchie River das Bamberg County und vereinigt sich im Colleton County mit dem Big Salkehatchie zum Combahee River, der schließlich in den Atlantik fließt.